# Midgee
Genre
Midgee est un genre d'araignées aranéomorphes de la famille des Toxopidae.

## Distribution
Les espèces de ce genre sont endémiques d'Australie. Elles se rencontrent au Queensland et en Nouvelle-Galles du Sud.

## Liste des espèces
Selon World Spider Catalog (version 18.5, 15/11/2017) :
- Midgee alta Davies, 1995
- Midgee bellendenker Davies, 1995
- Midgee binnaburra Davies, 1995
- Midgee littlei Davies, 1995
- Midgee minuta Davies, 1995
- Midgee monteithi Davies, 1995
- Midgee parva Davies, 1995
- Midgee pumila Davies, 1995
- Midgee thompsoni Davies, 1995

## Publication originale
- Davies, 1995 : A tiny litter spider (Araneae: Amaurobioidea) from Australian rainforests. Records of the Western Australian Museum. Supplement, vol. 52, p. 119-129 (texte intégral).